# Romina Vitasović
Romina Vitasović (Pula, 31. prosinca 1978.) je hrvatska kazališna, televizijska i filmska glumica.

## Filmografija

### Televizijske uloge
- "Crno-bijeli svijet" kao gospođa Burić (2015.)
- "Pod sretnom zvijezdom" kao Lidija (2011.)
- "Mamutica" kao Tanja Mikulić (2010.)
- "Dolina sunca" kao Romana (2009. – 2010.)
- "Ne daj se, Nina" kao Tiffany Kuljančić (2008.)
- "Ponos Ratkajevih" kao Nadedža Vukičević (2007. – 2008.)
- "Zauvijek susjedi" kao Nora (2007.)
- "Obični ljudi" kao Dora (2007.)
- "Crna hronika" kao Vedrana (2005.)

### Filmske uloge
- "Libertango" kao prodavačica karata (2009.)
- "Pink River" kao Meri (2009.)
- "Šverceri hlapić" kao Lily Picek (1999.)

## Vanjske poveznice
- Romina Vitasović u internetskoj bazi filmova IMDb-u (engl.)
- Stranica na Mala-scena.hr  Arhivirana inačica izvorne stranice od 24. rujna 2011. (Wayback Machine)